# Coro Euridice
Il Coro Euridice è la più antica istituzione corale di Bologna. Nacque come coro orfeonico intorno al 1880 nell'ambito delle "balle canore" che animavano i rioni della Bologna ottocentesca. Da coro con caratteristiche lirico-popolari (fu chiamato spesso per le rappresentazioni operistiche del Teatro Comunale) si trasformò nella prima metà del Novecento in coro polifonico.
Molti direttori si sono susseguiti alla guida del coro, fra i quali Raffaele Santoli, Giovanni Baravelli, Vittore Veneziani, Adone Zecchi, Fulvio Angius, Bruno Zagni.
Dal 1976 il coro è diretto da Pier Paolo Scattolin; in questi anni il repertorio si è ampliato alla musica del Novecento e contemporanea ed è stato eseguito in maniera continuativa un repertorio corale-sinfonico (Requiem e Kroenungmesse di Mozart, Anthems di Haendel, Gloria di Vivaldi, Carmina Burana di Orff, etc.) e cameristico.
Il coro ha tenuto concerti in Italia e all'estero per importanti associazioni musicali in stagioni di musica da camera, festival internazionali e in programmazioni di Enti teatrali e Università; ha realizzato incisioni riguardanti la parte più significativa del proprio repertorio; si segnalano inoltre alcune "prime" esecuzioni in epoca moderna di musica rinascimentale ottocentesca e contemporanea.

## Tournée
2002 - Norvegia - Festival Internazionale di Tromso
2004 - Rassegna Internazionale di musica sacra a Loreto
2005 - Tournée in Belgio e Germania durante la quale il coro si esibito nel festival di Midi-Minimes a Bruxelles e Leuven
2009 - Tournée in Finlandia e Svezia
2011 - Tournée in Spagna (Siviglia, La Coruna, Santiago de Compostela)
2012 - World Bach Festival, Palazzo Pitti, Firenze
2012 - Tournée in Sardegna, Carmina Burana all'interno della rassegna Omaggio a Carl Orff organizzata dall'Associazione Studium Canticum di Cagliari
2012 - Tournée in Inghilterra durante la quale il coro si è esibito oltre che a Londra e Oxford, in prestigiose sedi quali il Trinity College di Cambridge e la Lady Chapel della Cattedrale di Ely
2014 - Tournée in Svizzera e Germania

## Discografia
- Coro Euridice '78 (repertorio antologico)
- Bach Telemann Buxtehude (corali e mottetti), Euri 2802
- A. Banchieri Il festino nella sera del giovedì grasso avanti cena, Elite 1001
- V. Bellemo Dies irae (oratorio)
- G. Gaslini Chamber Music CD, La Bottega Discantica 10
- Rarefarsi, Musica Corale del Novecento, 1996, Euri
- Per non dimenticare, 2002, Euri
- Missa pro defunctis, di M. E. Bossi, 2006 - Tactus
- Alleluja Nativitas, 2006 - Tactus
- Canti per l'Italia - i cori di Bologna festeggiano l'Unità, 2011
- "Via Crucis" di Liszt, registrazione inedita per la rivista di musica Amadeus, in collaborazione con il duo pianistico Calcagnile - Spinoza
- Bicinium, 2017 - Tactus
- Camillo Cortellini - Le Messe, edizione integrale, 2017 - Tactus

| Controllo di autorità | VIAF (EN) 153975636 · LCCN (EN) no2006083183 |